# Hoài Hóa
Hoài Hóa (tiếng Trung: 怀化市 bính âm: Huáihuà Shì, Hán-Việt: Hoài Hóa thị) là một địa cấp thị của tỉnh Hồ Nam, Trung Quốc.

## Các đơn vị hành chính
Địa cấp thị Hoài Hóa có các đơn vị cấp huyện sau:
- Khu Hạc Thành (鹤城区)
- Thành phố cấp huyện Hồng Giang (洪江市)
- Huyện Hội Đồng (会同县)
- Huyện Nguyên Lăng (沅陵县)
- Huyện Thần Khê (辰溪县)
- Huyện Tự Phổ (溆浦县)
- Huyện Trung Phương (中方县)
- Huyện tự trị dân tộc Đồng Tân Hoảng (新晃侗族自治县)
- Huyện tự trị dân tộc Đồng Chỉ Giang (芷江侗族自治县)
- Huyện tự trị dân tộc Đồng Thông Đạo (通道侗族自治县)
- Huyện tự trị dân tộc Miêu, Đồng Tĩnh Châu (靖州苗族侗族自治县)
- Huyện tự trị dân tộc Miêu Ma Dương (麻阳苗族自治县)
- Khu quản lý Hồng Giang (洪江管理区)